# 프티오티다현
프티오티다(현대 그리스어: Φθιώτιδα) 또는 프티오티스(고대 그리스어 및 카타레부사 그리스어: Φθιώτις)는 그리스의 현으로 중심 도시는 라미아이다. 동쪽에는 말리이스 만이 있으며, 남쪽에는 보이오티아 현과 포키다 현, 남서쪽에는 에톨로아카르나니아 현, 서쪽에는 에브리타니아 현, 북쪽에는 카르디차 현과 라리사 현, 북동쪽에는 마그네시아 현이 있다. 이 현의 명칭은 고대에서 비롯된 것이다. 근대의 프티오티다 현은 1821년 그리스 독립 전쟁 중에 설치되어 프티오티다 포키다 현으로 알려졌으나, 1947년에 현내 옛 남쪽 지역이 포키다 현으로 떨어져나가면서 나머지 지역은 오늘날의 프티오티다 현으로 이름이 바뀌었다. 